# Angelo, tyran de Padoue
Pour les articles homonymes, voir Angelo.
Angelo, tyran de Padoue, est un drame en prose de Victor Hugo représenté pour la première fois au Théâtre Français le 28 avril 1835.

## Contexte
Angelo marque le retour de Hugo au Théâtre Français après les désaccords avec le directeur du théâtre de la Porte-Saint-Martin sur le choix des acteurs de la pièce Marie Tudor.
Le drame est écrit très vite du 2 au 19 février 1835. Du 28 avril au 20 juin 1835 il y eut 36 représentations qui rencontrèrent un franc succès. L'année suivante 10 autres représentations furent jouées mais avec une distribution moins intéressante. Elle sera reprise en 1850 avec l'actrice Rachel, puis en 1905 avec Sarah Bernhardt.
Après la reprise avec Rachel, Victor Hugo est émerveillé et déclare : « Je retrouve Madame Dorval, avec du style ».

## L'histoire
Dans l'Italie ancienne, Angelo règne sur Padoue dont il est le puissant podestat. Bien que marié, à Catarina Bragidini, il a une maîtresse, la comédienne Tisbe. Il tente d'exercer son pouvoir sur les deux femmes ; il se croit aimé de Tisbe mais en vérité celle-ci a un amant : Rodolfo. Tisbe et Rodolfo se font passer pour frère et sœur aux yeux du Tyran. En vérité, Rodolfo fait semblant d'aimer Tisbe pour pouvoir rejoindre en secret Catarina. Dans cette pièce tout le monde aime quelqu'un et croit être aimé en retour mais le seul amour réciproque est celui de Catarina et Rodolfo. À l'aide d'un espion du Conseil des Dix, Homodèi, Angelo découvre que sa femme a un amant. Il décide de la tuer, mais Tisbe, comprenant que Catarina a sauvé sa mère et que Rodolfo ne l'aime pas, n'a plus le goût de vivre. Décidant d'aider les deux amants plutôt que de se venger, elle se sacrifie par amour.

## Personnages
- Angelo, tyran de Padoue ;
- Catarina, sa femme ;
- Tisbe, sa maîtresse, amoureuse de Rodolfo ;
- Rodolfo, l'amant de Catarina ;
- Homodei, un espion  de Venise envoyé par le conseil des dix ;
- Odelafo, un garde du Tyran

## Le rôle central des femmes
Dans cette pièce, Victor Hugo insiste sur l'importance des femmes. Il dévoile, à mesure que l'intrigue avance, la force qu'elles ont en elles. Elles sont mises en avant par leur force morale et la volonté qu'elles ont d'aller au bout de ce qu'elles commencent. Le sacrifice par amour est le symbole de cette volonté car chacune des deux femmes va se sacrifier. Leur force est aussi mise en valeur par la violence des hommes, Angelo est, dès le départ, montré comme un tyran qui tue avant de réfléchir. Rodolfo semble moins idiot qu'Angelo, mais finalement en tuant Tisbe, il démontre la similarité entre ces deux hommes. Les femmes, elles, s'entraident et sauvent des vies : Catarina sauve la mère de Tisbe et Tisbe sauve Catarina. Face au pouvoir masculin, les femmes finissent par triompher.